# Димитър Анев
Димитър Генков Анев  (1844 – 1892) – виден общественик от Свищов, първи председател на градския съвет.
Роден е в Свищов през 1844 в семейството на видния и богат търговец Генко Анев. Родната му къща е била на ул. „Йоан Екзарх“ № 6. Получава солидно образование в Свищов, Виена и Париж. Основател на Революционния комитет в Свищов от 1866 г. и негов зам.-председател. Работи като комисионер и търговец във Виена, но продължава да подпомага революционното движение в родния си град. Заедно с Григор Начович поема издръжката на свищовски младежи да се образоват в чужбина. 
След Oсвобождението, на 16 юли 1877 г. се съставя първият Градски общински съвет и Димитър Анев е избран за негов председател. Като такъв е назначен за делегат в Учредителното събрание в Търново, но на 24 януари 1879 г. подава оставка от градския съвет и неговото място в УС е заето от Гаврил Ненович. Според Дневниците на Учредителното събрание Анев е бил уволнен от Русенския губернатор.
Като кмет на Свищов е предприел редица мерки за благоустрояването на града и за създаването на Градската градина.
Изявява се като консерватор, по време на преврата от 1881 е ломски окръжен управител. За заслуги по установяване на режима на пълномощията е повишен като русенски окръжен управител. Захари Стоянов се изказва твърде негативно за него. След публикуването на политическия памфлет „Искендер бей“ (август 1882 г.) Анев дава рапорт за уволнението на Захари Стоянов от длъжността съдебен следовател при Русенския окръжен съд.
За кратко време е бил окръжен управител и на Видин. Като народен представител в Третото обикновено народно събрание през 1883 г. е съдействал за създаването на Търговската гимназия в родния си град. Отказва предложения за министерски, а по късно и за дипломатически пост. 
През 1892 г. здравето му се влошава и предприема пътуване до Виена. Умира по пътя на 6 август 1892 г. Погребан е в град Ерши (Ercsi), Централна Унгария.

## Памет
На негово име има улица в гр. Свищов.